# Wybrzeże Księżniczki Astrid

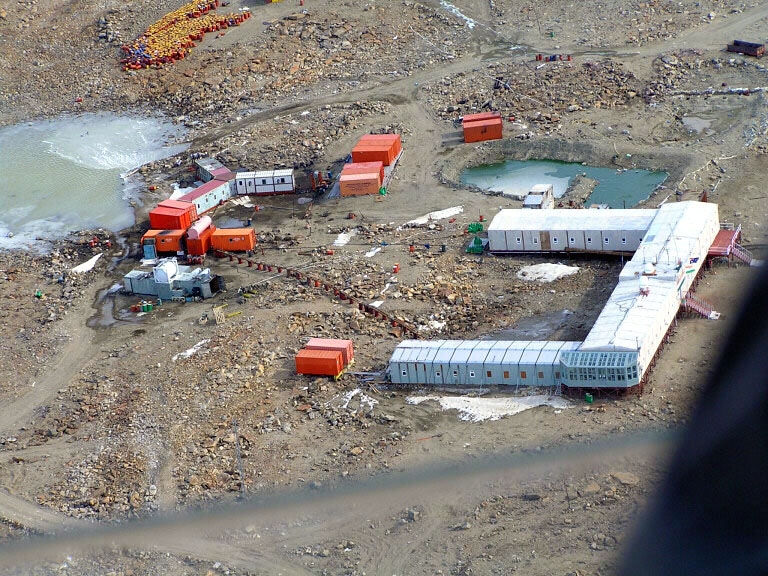
Indyjska stacja badawcza Maitri (2005)

Wybrzeże Księżniczki Astrid (ang. Princess Astrid Coast; norw. Prinsesse Astrid Kyst) – część wybrzeża Ziemi Królowej Maud w Antarktydzie Wschodniej, między Wybrzeżem Księżniczki Marty na zachodzie a Wybrzeżem Księżniczki Ragnhildy na wschodzie. 
Na wybrzeżu znajdują się stacje badawcze – rosyjska Nowołazariewskaja oraz indyjskie Maitri i Dakshin Gangotri. 

## Nazwa
Obszar został nazwany na cześć księżniczki norweskiej – Astrid (ur. 1932) .

## Geografia
Część wybrzeża Ziemi Królowej Maud w Antarktydzie Wschodniej. Rozciąga się pomiędzy Wybrzeżem Księżniczki Marty na zachodzie (granicę stanowi południk 5°E) a Wybrzeżem Księżniczki Ragnhildy na wschodzie (granica wzdłuż 20°E). Wzdłuż całego wybrzeża rozciągają się lodowce szelfowe.

## Historia
Wybrzeże po raz pierwszy dostrzegł 18 lutego 1820 roku rosyjski badacz Fabian Bellingshausen (1778–1852). Jednak formalne jego odkrycie nastąpiło w marcu 1931 roku, kiedy kapitan H. Halvorsen dostrzegł je ze statku „Sevilla” i nazwał na cześć księżniczki Astrid. 
W 1939 roku niemiecka ekspedycja antarktyczna (niem. Deutsche Antarktische Expedition) prowadzona przez Alfreda Ritschera (1879–1963) wykonała zdjęcia lotnicze obszaru między 5°W a 15°E do około 75°S . Wyprawa rozrzuciła z samolotu w regularnych odstępach swastyki, a nazistowskie Niemcy wysunęły roszczenia terytorialne do tak oznakowanego obszaru nazwanego Neuschwabenland. Obszar ten jednak wcześniej w styczniu 1939 roku proklamowała dla siebie Norwegia.
W 1959 roku na Wybrzeżu Księżniczki Astrid w pobliżu Lazarev Ice Shelf stację badawczą wzniósł Związek Socjalistycznych Republik Radzieckich, która funkcjonowała do 1961 roku a później została zastąpiona przez stację Nowołazariewskaja. Stacja radziecka przeszła w ręce Rosji, której główną stacją jest Nowołazariewskaja . Ponadto na wybrzeżu własne stacje prowadzą Indie – Maitri i Dakshin Gangotri. 
W latach 1993–1994 norweski przedsiębiorca Ivar Tollefsen (ur. 1961) poprowadził w region Orvin Mountains, Wohlthat Mountains i Gór Mühliga-Hofmanna na Wybrzeżu Księżniczki Astrid ekspedycję wspinaczkową, podczas której dokonano pierwszych wejść na kilka szczytów.